# Wim Omloop
Wim Omloop, né le 5 octobre 1971 à Herentals, est un coureur cycliste belge.

## Palmarès
- 1989
  - 2e du championnat de Belgique sur route juniors
  - 2e du championnat de la province d'Anvers sur route juniors
- 1990
  - Championnat des Flandres amateurs
  - Bruxelles-Zepperen
  - Grand Prix de Beuvry-la-Forêt
  - 2e du championnat de Belgique militaires sur route
  - 2e de la Coupe Marcel Indekeu
- 1991
  - Champion de la province d'Anvers sur route
  - Coupe Egide Schoeters
  - Classement général du Tour du Limbourg amateurs
  - Anvers-Herentals
  - 2e d'Anvers-Tielen
  - 3e de la Coupe Marcel Indekeu
- 1992
  -  Champion de Belgique sur route amateurs
  - Zellik-Galmaarden
  - 5e étape du Tour de Flandre-Occidentale
  - Tour des Flandres espoirs
  - Hasselt-Spa-Hasselt
  - 2e du De Drie Zustersteden
- 1993
  - Prix national de clôture
  - Grand Prix de Hannut
  - À travers le Pajottenland
  - Grand Prix Raf Jonckheere
  - Oost-Vlaamse Sluitingsprijs
  - 2e de la Flèche côtière
  - 2e du Grand Prix du 1er mai
  - 3e du Circuit du Pays de Waes
  - 3e de l'Izegem Koers
- 1994
  - Gullegem Koerse
  - Wingene Koers
  - Grand Prix Marcel Kint
  - 2e du Grand Prix de la ville de Zottegem
  - 3e du Mémorial Thijssen
  - 3e de Bruxelles-Ingooigem
  - 3e du Grand Prix Frans Melckenbeeck
  - 3e du Stadsprijs Geraardsbergen
- 1995
  - Mémorial Thijssen
  - Grand Prix Raf Jonckheere
  - Omloop Van de Gemeente Melle
  - 3e de la Flèche de Liedekerke
- 1996
  - Omloop Van de Gemeente Melle
  - Omloop van de Rupelstreek
  - Grand Prix Briek Schotte
  - 3e du Grand Prix Jef Scherens
- 1997
  - Circuit du Pays de Waes
- 1998
  - Grand Prix de la ville de Vilvorde
  - Grand Prix de la ville de Saint-Nicolas
  - 2e du Circuit du Pays de Waes
  - 2e de la Flèche côtière
  - 2e du Omloop van de Westkust
  - 2e du Circuit des bords flamands de l'Escaut
  - 2e du Tour de la Haute-Sambre
- 1999
  - Grand Prix de la ville de Vilvorde
  - Omloop der Kempen
  - Flèche hesbignonne
  - Bruxelles-Ingooigem
  - Omloop Van de Gemeente Melle
  - Grand Prix Raf Jonckheere
  - Tour de la Haute-Sambre
  - Grote Prijs Dr. Eugeen Roggeman
  - Mémorial Thijssen
  - 2e de la Puivelde Koerse
  - 2e de l'Omloop van het Meetjesland
  - 3e du Grand Prix du 1er mai
  - 3e du Tour de Zélande centrale
  - 3e du Grote Prijs Gemeente Kortemark
- 2000
  - Grand Prix Frans Melckenbeek
  - Omloop van de Bommelerwaard
  - Omloop van het Meetjesland
  - Grand Prix Raf Jonckheere
  - 4e étape du Tour des Pays-Bas
  - 2e du Grand Prix Rudy Dhaenens
  - 2e de la Gullegem Koerse
  - 2e du Grand Prix de Villers-Cotterêts
  - 2e de Bruxelles-Ingooigem
- 2001
  - 2e du Tour de Zélande centrale